# Tezochuca
Tezochuca är en ort i Mexiko.   Den ligger i kommunen Metztitlán och delstaten Hidalgo, i den sydöstra delen av landet, 140 km norr om huvudstaden Mexico City. Tezochuca ligger 1 891 meter över havet och antalet invånare är 165.
Terrängen runt Tezochuca är lite bergig. Runt Tezochuca är det ganska glesbefolkat, med 22 invånare per kvadratkilometer. Närmaste större samhälle är Zacualtipán, 9,2 km nordost om Tezochuca. I omgivningarna runt Tezochuca växer huvudsakligen savannskog.